# Saules aveugles, femme endormie (film)
Pour plus de détails, voir Fiche technique et Distribution.
Saules aveugles, femme endormie est un film français d'animation réalisé par Pierre Földes, sorti en 2022.

## Synopsis
Pour sauver Tokyo d'un tremblement de terre, un attaché commercial, sa femme et un comptable schizophrène s'associent à un chat perdu, une grenouille géante et un tsunami.

## Fiche technique
- Titre : Saules aveugles, femme endormie
- Réalisation : Pierre Földes
- Scénario : Pierre Földes d'après le recueil de nouvelles Saules aveugles, femme endormie de Haruki Murakami
- Musique : Pierre Földes
- Photographie : Étienne Boilard
- Montage : Kara Blake
- Production : Pierre Baussaron, Tom Dercourt, David Mouraire, Olivier Père, Emmanuel-Alain Raynal et Pierre Urbain
- Société de production : Miyu Productions, Cinémadefacto, Doghouse Films, micro scope, Productions l'Unite Centrale, An Original Picture, Studio MA, Arte France Cinéma, Ciné+, Téléfilm Canada et Cinéaxe
- Société de distribution : Gebeka Films (France)
- Pays de production :  France,  Luxembourg,  Canada et  Pays-Bas
- Genre : Animation, drame et science-fiction
- Durée : 108 minutes
- Dates de sortie : 
  - France : 13 juin 2022 (Festival international du film d'animation d'Annecy)
  - France :  22 mars 2023

## Distribution
Sauf indication contraire, les informations mentionnées dans cette section peuvent être confirmées par la base de données cinématographiques IMDb,  présente dans la section « Liens externes ».

### Voix françaises
- Amaury de Crayencour : Komura
- Mathilde Auneveux : Kyoko
- Arnaud Maillard : Katagiri
- Bruno Paviot : Sasaki
- Féodor Atkine : M. Suzuki
- Pierre Földes : la grenouille
- Théophile Baquet : Junpei
- Julien Crampon : Hiroshi
- Damien Zanoly : Shiraoka
- Laurent Stocker : Ken
- Jean-Pierre Malignon : le directeur du restaurant
- Jean-Pierre Kalfon : le vieil homme
- Isabelle Vitari : Keiko
- Géraldine Schitter : Shimao
- Ingrid Donnadieu : l'infirmière
- Marie-Christine Barrault : la mère de Komura
- Noée Abita : la jeune fille

### Voix anglaises
- Ryan Bommarito : Komura
- Shoshana Wilder : Kyoko
- Marcelo Arroyo : Katagiri
- Scott Humphrey : Sasaki
- Arthur Holden : M. Suzuki
- Jesse Noah Gruman : Junpei
- Michael Czyz : Hiroshi
- Alex Ivanovici : Shiraoka
- Zag Dorison : Ken
- John Vamvas : le manager
- Cora Kim : Keiko
- Katharine King So : Shimao
- Nadia Verrucci : l'infirmière

## Accueil
Le film a reçu un accueil favorable de la critique. Il obtient un score moyen de 70 % sur Metacritic.